# EBO (motorfiets)
EBO is een Brits historisch merk van motorfietsen.
De bedrijfsnaam was: Edward BOulter Motorcycles, Leicester.
Edward Boulter begon in 1910 met de productie van motorfietsen met Precision-inbouwmotoren. Later gebruikte hij ook eencilinders en V-twins van JAP, maar toen de Eerste Wereldoorlog uitbrak moesten de meeste Britse bedrijven hun productie staken. EBO deed dat in 1915 en kwam na de oorlog niet meer terug.